# Shim sham
Le shim sham est une danse en ligne de groupe née au début des années 1930, contemporaine du lindy hop, et qui fait partie des danses jazz roots.
Il reste pratiqué dans les soirées swing et Lindy Hop, même si sa complexité ne facilite pas sa réintroduction plus étendue.
Le shim sham serait né en 1926 au Connie's Inn à New York. Le Connie's était un établissement qui proposait un spectacle de danse swing. Pour le final, l'ensemble des artistes et les serveuses – qui devaient savoir danser – se retrouvaient sur scène et exécutaient un mélange de pas de swing et de claquettes, chorégraphie simplifiée du « goofus ».
La paternité du shim sham est attribuée aux danseurs de claquettes Willie Bryant et Leonard Reed.
Outre la version claquette, il existe plusieurs versions du shim sham : par exemple celles chorégraphiées par Dean Collins, Leon James – savoy shim sham – ou Frankie Manning.

#### Description de la danse:
Chaque point correspond à 8 temps dansé
- Stomp off pied droit    (départ sur le 8)

- Stomp off pied gauche

- Stomp off pied droit
- Break
- Push et crossover à droite
- Push et crossover à gauche
- Push et crossover à droite
- Crossover à gauche, puis à droite
- Tacky Annie
- Tacky Annie
- Tacky Annie
- Break
- Half break
- Break
- Half break
- Break

Puis une deuxième structure est redansée mais les Break sont remplacés par des Freeze (on ne danse pas pendant les 8 temps mais l'on garde une postion statique).
La troisième partie est composée de ces mouvements :
- Boogie back
- Boogie forward
- Boogie back
- Boogie forward
- Boogie back
- Shorty George
- Boogie back
- Shorty George

La quatrième partie est moins codifiée, on danse seul ou avec une autre personne.